# Missionshydda

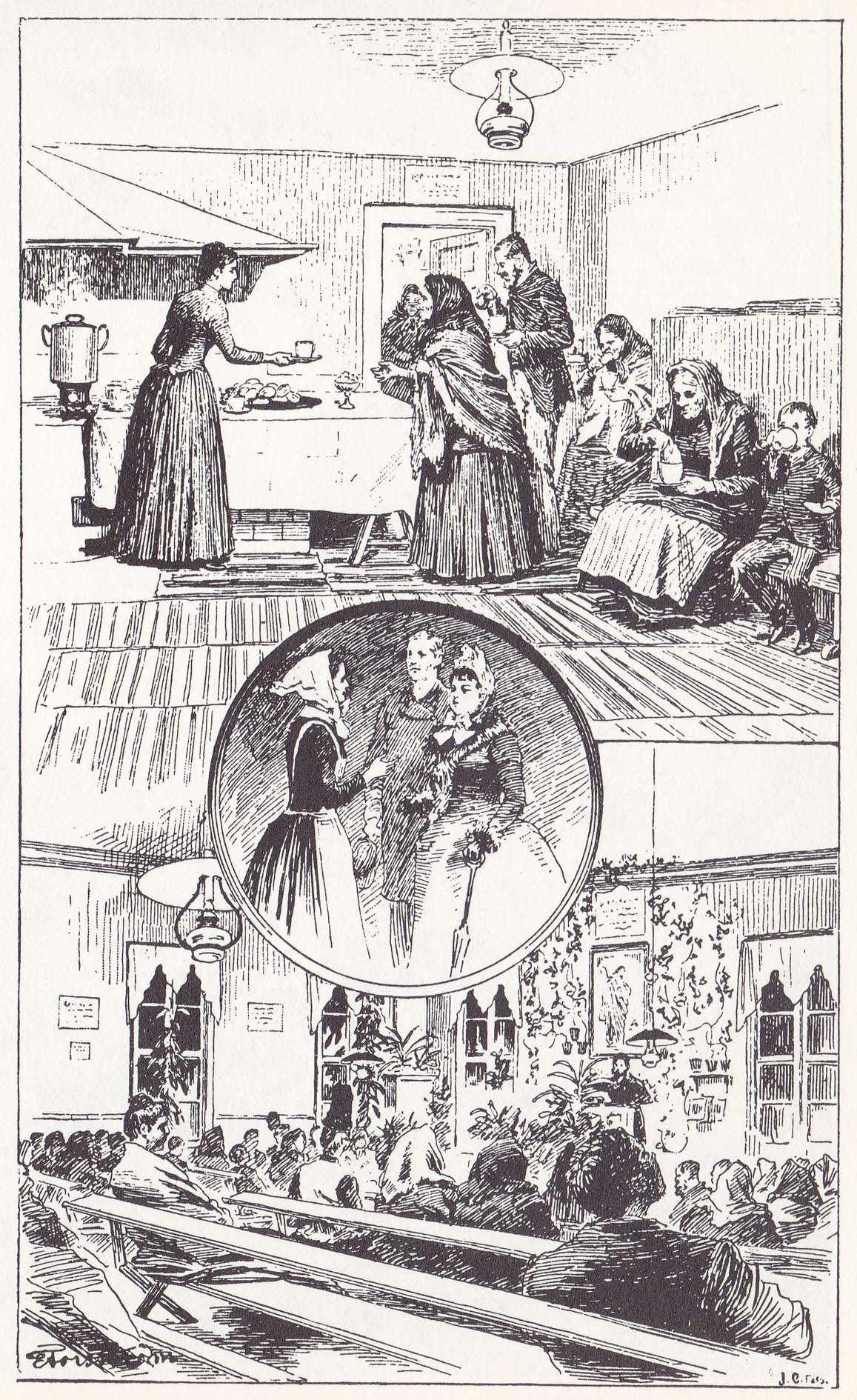
Fattigbjudning i en missionshydda (1882). Barn och vuxna bjuds på såväl andlig som lekamlig spis i missionshyddan på Missionshyddan i Vitabergsparken.

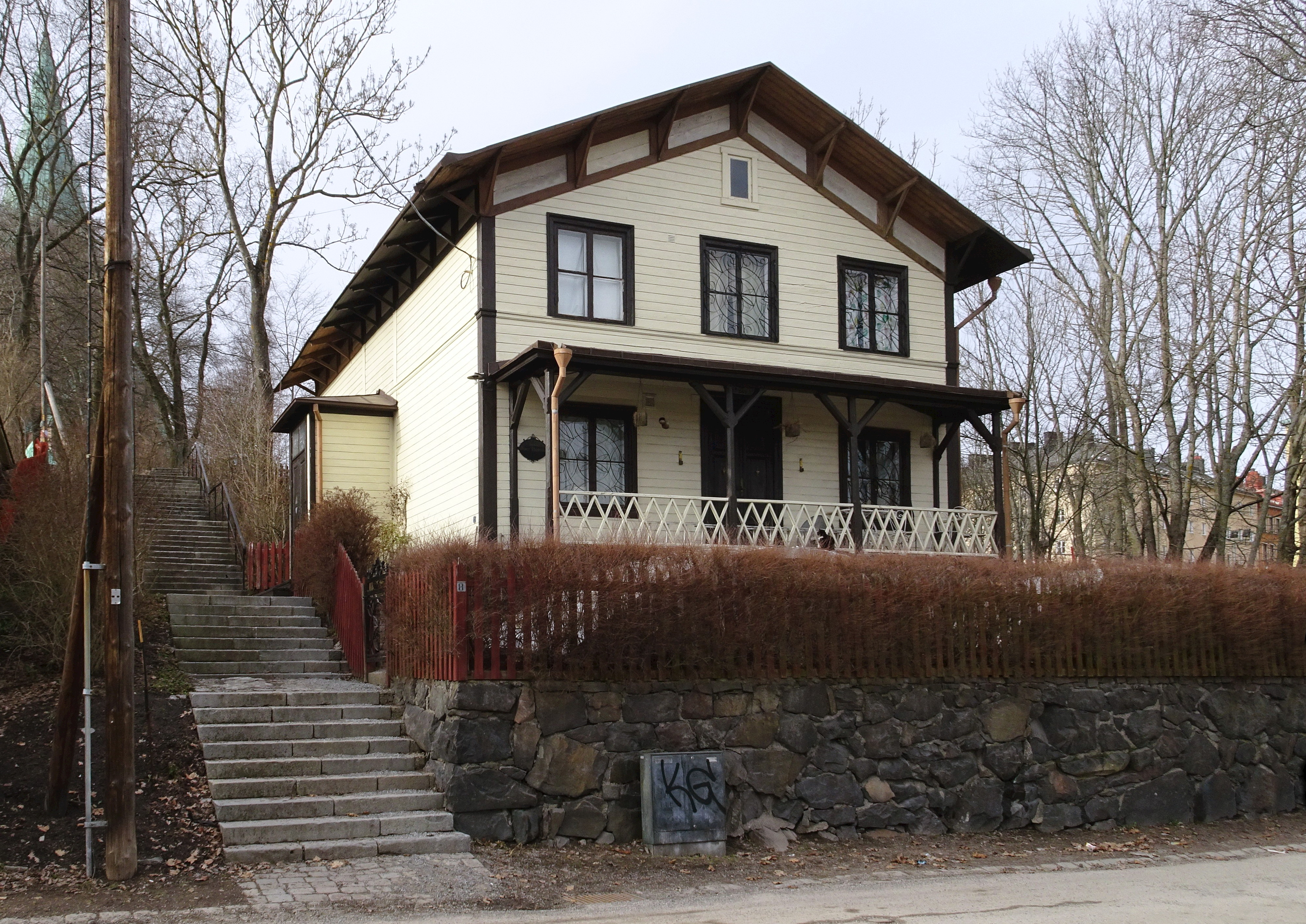
Missionshyddan, Stora Mejtens gränd 8, februari 2019.

Missionshydda, församlingshydda eller bara hydda, kallades/kallas flera olika missionshusliknande kristna samlingslokaler och kapell. Troligen har det funnits ett stort antal hyddor (tillhöriga föreningar med namn såsom exempelvis Evangeliskt lutherska missionsföreningen, Lutherska Missionsföreningen, Missionsföreningen, Evangelisk-lutherska missionsförsamlingen och Masthuggsförsamlingens diakonikrets) varav många hade/har anknytning till Evangeliska fosterlandsstiftelsen (EFS), men uppenbarligen fanns/finns även annan anknytning såsom till Svenska kyrkan, Svenska Missionskyrkan (SMK)/Equmeniakyrkan och Evangeliska frikyrkan (EFK).

## Stockholm
Den första missionshyddan i Stockholm kan ha varit Maria missionshydda. 1897 fanns i Stockholm fyra stycken hyddor.
1900 fanns det fem eller sex hyddor: 
En hydda på Kungsholmen, 
en på Norrmalm på Hagagatan 26 (1888-1925),
en på Östermalm "vid slutet af Skepparegatan" samt
två eller tre på Södermalm;
(på Pilgränd 1-3 i Maria (1879-1928) (senare Maria Prästgårdsgata 43),
på Stora Mejtens gränd 8 i Sofia (1880-1897).
Huset finns kvar tack vare bleck- och kopparslagarmästaren Sven Hammar som renoverade byggnaden för egna medel då det annars skulle ha rivits (se Missionshyddan i Vitabergsparken).
Möjligen har även "Högalidshyddan" funnits i Högalid.)
Missionshyddan på Kungsholmen, som tillhörde "Evangelisk-lutherska missionsförsamlingen" 
(med trolig anknytning till EFS) var belägen på södra sidan av Kronobergsparken, där Bergsgatan möter Olof Gjödingsgatan (med dåvarande adressen Bergsgatan 33, troligen nuvarande Bergsgatan 61). En annan uppgift finns om att hyddan låg på Bergsgatan 47 (1885-1927). Under drygt 20 år låg hyddan alldeles väster om Kungsholms baptistkyrka (invigd 1904 och med nuvarande adress Bergsgatan 59). Hyddan flyttades på 1920-talet till Arholma i Stockholms norra skärgård och återinvigdes där 1928 som Mikaelskyrkan, men kallas numera Arholma kyrka.

## Övriga Sverige
Andra missionshyddor i Sverige var/är exempelvis missionshyddan i Enköpings kommun, Oscar Fredriks församlingshydda i Göteborgs kommun, missionshyddan i Åskebro, Kolbäck, Hallstahammars kommun, missionhyddan på Övre Kvarngatan i Jönköpings kommun, missionshyddan på Porsstigen i Karlsborgs kommun (SMK/Equmeniakyrkan), hyddan i Ede, Krokoms kommun (EFS), Hyddan Sion i Kvarsebo, missionshuset ”Hyddan” i Söderköpings kommun, samt hyddan i Västerhus, Örnsköldsviks kommun (EFK).
Därtill är framför allt Västerbotten känt för antalet bönhusföreningar och bönhus, exempelvis Ragvaldsträsk bönhus (EFS).

## Finland
Även på Styrmansgatan i Helsingfors (i Finland) fanns det en missionhydda.